# 三日月町 (佐賀県)
三日月町（みかつきちょう）は、佐賀県のほぼ中央に位置する小城郡にあった町。
2005年3月1日に小城町、三日月町、牛津町、芦刈町の4町で合併し、小城市（おぎし）となった。

## 地理
- 小城市となる前は、小城町、牛津町、富士町、久保田町、大和町、佐賀市の6市町と隣接していた。町域南東部で嘉瀬川に面する。

## 歴史
- 1889年（明治22年）4月1日 - 町村制施行に伴い小城郡長神田ケ里村、久米ケ里村、石木ケ里村、金田ケ里村、樋口ケ里村、道辺ケ里村、織島ケ里村、三ケ島ケ里村、堀江村、甲柳原ケ里村が合併し、三日月村（みかつきそん）が発足。
- 1969年（昭和44年）1月1日 - 町制施行し三日月町となる。
- 2005年（平成17年）3月1日 - 牛津町・小城町・三日月町と新設合併し市制施行、小城市となり消滅。

## 産業
- 主産業は農業。米の生産が特に盛ん。

## 交通

### 鉄道路線
- 九州旅客鉄道（JR九州）
  - 唐津線：小城駅

### 道路

#### 高速道路
長崎自動車道が町域内を通過していたが、インターチェンジは設置されていなかった。

#### 国道
- 国道34号
- 国道203号